# Norma Jeane Baker of Troy
Norma Jeane Baker of Troy è un'opera teatrale della classicista e poetessa canadese Anne Carson, portata al debutto a New York nel 2019. La pièce, dalla trama non lineare, è liberatamente tratta dall'Elena di Euripide e sovrappone la figura leggendaria della regina di Sparta rapita da Paride a quella di Marilyn Monroe.

## Trama
La notte dell'ultimo dell'anno del 1963, un anonimo sceneggiatore fa restare la sua segretaria oltre l'orario di lavoro per terminare il suo ambizioso progetto di scrivere una sceneggiatura - il testo stesso di Norma Jeane Baker of Troy - basata sulla tragedia o tragicommedia di Euripide Elena. L'opera del tragediografo di Salamina differisce dalla versione più celebre del mito perché, secondo Euripide, Elena non salpò mai per Troia con Paride, ma venne trasportata dagli dei in Egitto mentre il principe troiano portava in patria con sé un fantasma con le fattezza della donna. Mentre lo sceneggiatore detta la sua opera alla stenografa, che trascrive riga per riga, si interrompe di continuo, distratto dalla recente e misteriosa morte di un'altra icona della bellezza femminile: Marilyn Monroe. Mentre lo sceneggiatore detta la sceneggiatura con le continue interruzioni e riflessioni autobiografiche e sulla vita dell'attrice, l'uomo comincia una lenta trasformazione che lo porterà a diventare egli stesso Marilyn Monroe. Nei panni della star di Hollywood, lo sceneggiatore presenta una Marilyn che si sovrappone alla Elena di Euripide, portando in scena anche una serie di personaggi della vita dell'attrice, come Truman Capote, Fritz Lang, Pearl Bailey ed Arthur re di Sparta e New York, una figura che sovrappone Menelao ed Arthur Miller. La stessa Monroe finisce per confondersi con Elena e anche con Persefone (soprattutto nella versione del mito raccontata da Stevie Smith), in un'analisi di come le donne vengano raffigurate ma anche imprigionate dagli uomini.

## Produzioni
L'opera fu commissionata per la stagione inaugurale del teatro di The Shed e annunciato nel marzo 2018. Anne Carson ha scritto la pièce apposta per l'attore Ben Whishaw nel ruolo di Norma Jeane, a cui poi si aggiunse il soprano Renée Fleming nella parte della stenografa e Katie Mitchell alla regia. Con la colonna sonora di Paul Clark, le scenografie di Alex Eales, i costumi di Sussie Juhlin-Wallén ed il lighting design di Donato Wharton, Norma Jeane Baker of Troy ha esordito sulle scene il 4 aprile 2019 e dopo tre anteprime la prima si è svolta l'8 aprile dello stesso anno Le recensioni sono state contrastanti. Il New York Times ha lodato lo stile della Carson e le interpretazioni di Whishaw e Fleming, pur evidenziando la difficoltà del testo e alcuni aspetti insoddisfacenti dello stesso; The Telegraph ha invece criticato un'eccissiva freddezza e mancanza di umanità nella pièce e nei suoi personaggi, ritenendo l'opera intelligente ma di difficile apprezzamento.